# Henri Elendé
Henri Elendé (né le 13 novembre 1941 à Brazzaville et mort le 23 juin 2022 dans la même ville), est un athlète congolais, spécialiste du saut en hauteur.

## Carrière
Il remporte la médaille d'or du concours de saut en hauteur aux Jeux de l'Amitié de 1961 à Abidjan et de 1963 à Dakar. 
Il participe aux Jeux olympiques d'été de 1964 à Tokyo, terminant vingtième du concours de saut en hauteur.
Il prononce le serment à la cérémonie d'ouverture des Jeux africains de 1965 à Brazzaville pour lesquels il est le porte-drapeau de la délégation congolaise ; il est médaillé d'argent du concours de saut en hauteur,.

## Postérité
Le gymnase du complexe sportif Alphonse-Massamba-Débat porte le nom d'Henri Elendé. Il est construit pour les Jeux africains de 2015,.

## Palmarès
| Date | Compétition      | Lieu        | Résultat | Épreuve         | Temps  |
| ---- | ---------------- | ----------- | -------- | --------------- | ------ |
| 1961 | Jeux de l'Amitié | Abidjan     | 1er      | Saut en hauteur | N.C.   |
| 1963 | Jeux de l'Amitié | Dakar       | 1er      | Saut en hauteur | N.C.   |
| 1964 | Jeux olympiques  | Tokyo       | 20e      | Saut en hauteur | 1,90 m |
| 1965 | Jeux africains   | Brazzaville | 1er      | Saut en hauteur | 2,03 m |

## Records
| Épreuve         | Marque | Lieu    | Date |
| --------------- | ------ | ------- | ---- |
| Saut en hauteur | 2,14 m | Inconnu | 1964 |